# Ansitz Krogner

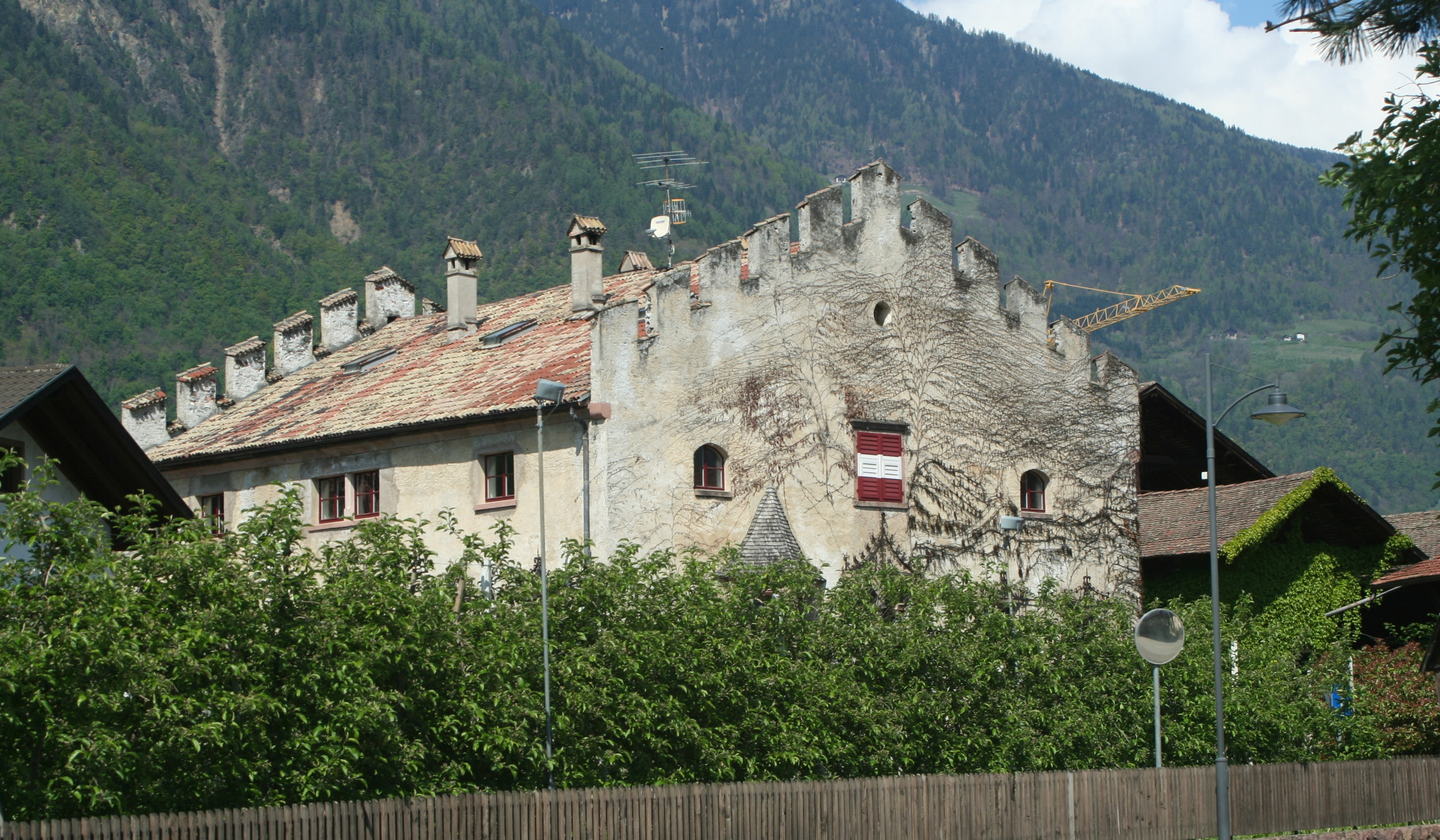
Ansitz Krogner

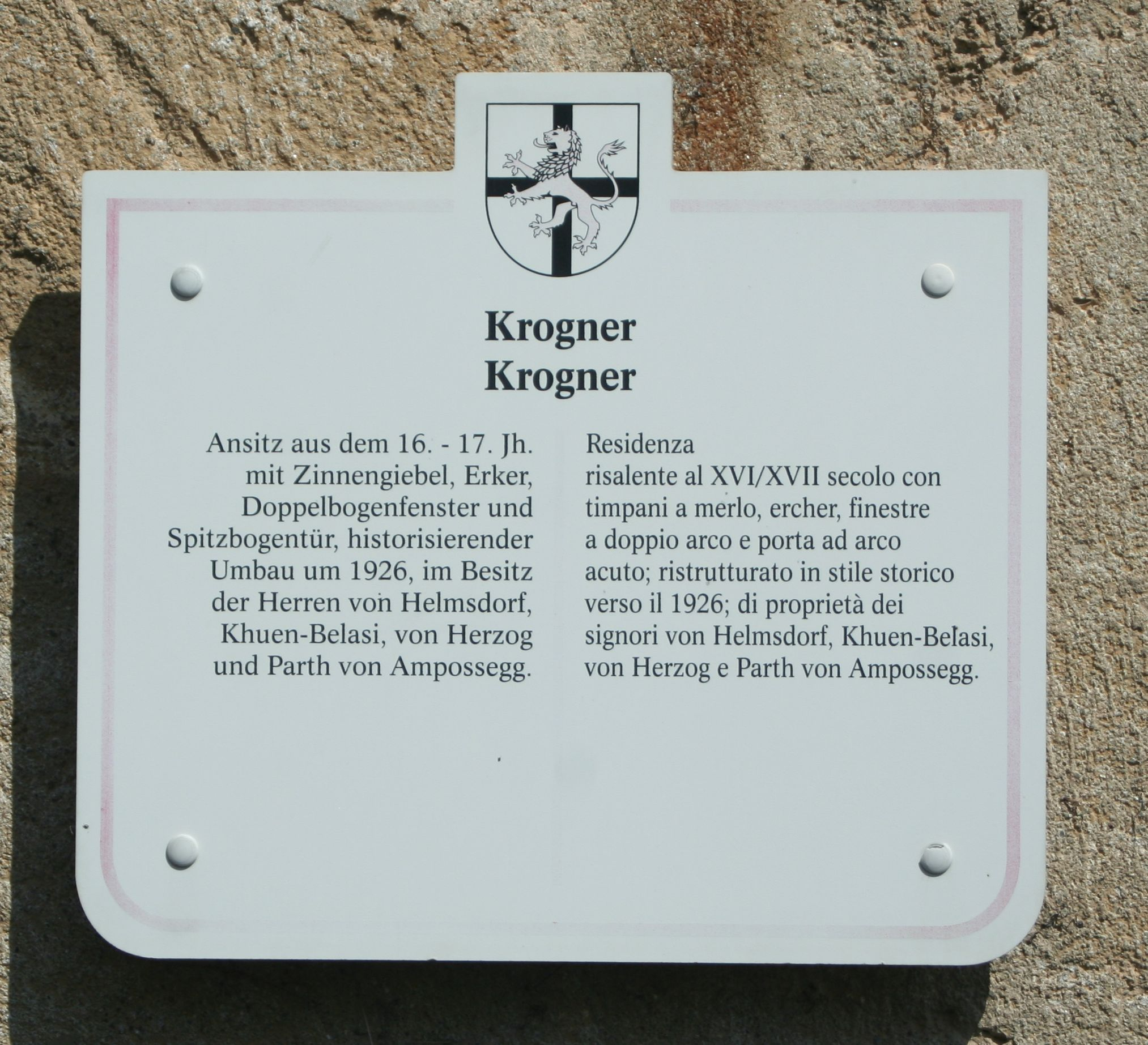
Infotafel

Der Ansitz Krogner ist ein geschütztes Baudenkmal der Marktgemeinde Lana in Südtirol.

## Geschichte
Erbaut wurde der Ansitz von den Krog (Keroge), einem Geschlecht, das 1328 erstmals urkundlich erscheint und das Gut bis zum 15. Jahrhundert innehatte. Über die Herren von Helmstorf gelangte es 1629 durch Verkauf an die Khuen-Belasy und weiter an die Goldegg. 1664 wurde das Anwesen von Johann Baptist Herzog an Sebastian Parth von Ampossegg veräußert. Im 16. und 17. Jahrhundert erfolgten an dem Haus Aus- und Umbauten und um 1926 ein historisierende Umgestaltung.

## Beschreibung
Das quadratische dreigeschossige Wohnhaus mit Zinnengiebeln aus dem 16. Jahrhundert ist mit einer Spitzbogentür in Steinrahmung, gitternen Doppelbogenfenstern sowie einem zweiteiligen Erker versehen.